# Bài ca Trường Sơn
Bài ca Trường Sơn là một ca khúc nhạc đỏ nổi tiếng của nhạc sĩ Trần Chung được phổ nhạc dựa trên bài thơ của nhà thơ Gia Dũng.

## Hoàn cảnh ra đời
Trong giai đoạn Chiến tranh Việt Nam, khi đang tham gia hành quân trên đường Trường Sơn, nhà thơ Gia Dũng, một người lính thuộc sư đoàn 312, đã sáng tác bài thơ "Bài ca Trường Sơn". Mặc dù chưa từng đến Trường Sơn, nhưng trong suốt thời gian đi khắp các làng mạc, nhạc sĩ Trần Chung đã có dự định viết một ca khúc về những thanh niên tạm biệt quê hương để ra chiến trường. Sau khi tình cờ đọc được bài thơ của Gia Dũng trên Báo Nhân Dân, nhạc sĩ Trần Chung đã phổ nhạc nó và cho ra đời một bài hát cùng tên vào tháng 10 năm 1968. Bài hát bắt đầu trở nên phổ biến trong Quân đội nhân dân nói riêng và Việt Nam nói chung sau khi được giới thiệu trên Đài Tiếng nói Việt Nam với sự trình bày của ca sĩ Quốc Hương.

## Đón nhận
Bài ca Trường Sơn là một trong những tác phẩm nhạc cách mạng Việt Nam bất hủ về dãy Trường Sơn, từng được trình bày bởi nhiều ca sĩ, nghệ sĩ như Nghệ sĩ Nhân dân Quốc Hương, Trung Kiên, Nghệ sĩ Ưu tú Đăng Dương, Việt Hoàn, Dương Minh Đức. Khoảng những năm 2000, Trung tâm Băng nhạc Trẻ đã sản xuất một chương trình mang tên "Bài ca Trường Sơn". Đến nay, bài hát vẫn liên tục xuất hiện trong các chương trình nghệ thuật nhân các ngày kỷ niệm quan trọng liên quan đến Trường Sơn, Quân đội nhân dân Việt Nam hay Sự kiện 30 tháng 4 năm 1975.